# Sõitme
Sõitme – wieś w Estonii, w prowincji Harju, w gminie Kuusalu.